# Héctor Guerra
Héctor Guerra Garcia (Madrid, 6 de agosto de 1978) é um ciclista espanhol.
Correu na equipa portuguesa Liberty Seguros. Embora profissional de ciclismo de estrada, também correu e venceu provas de BTT e ciclocrosse. Em 2007 venceu em ciclismo de estrada a última etapa da Volta a Portugal de 2007 (um contrarrelógio), a Clásica de los Puertos e a Volta a Trás-os-Montes, entre muitos outros resultados de destaque. Em BTT venceu o Troféu Cyclo Rock & Cross.
Em 2008 voltou a estar muito forte, sendo quarto na Volta ao Algarve e na Volta ao Distrito de Santarém e vencendo o GP Llodio e a Volta ao Alentejo, onde também venceu uma etapa.
A 18 de setembro de 2009, foi revelado o resultado da analise que acusou positivo de CERA para este ciclista, Nuno Ribeiro e Isidro Nozal, levando ao fim da Liberty Seguros

## Palmares
- 2009, venceu Volta à Comunidade de Madrid + 1 etapa
- 2008, venceu Volta ao Alentejo + 1 etapa
- 2008, venceu  Gran Premio Llodio
- 2007, venceu  Clásica a los Puertos
- venceu, etapas Volta a Portugal  (08, 07)
- 2009, Venceu Grande Prêmio Torres Vedras-Troféu Joaquim Agostinho
- 2009 venceu 1 etapa Vuelta Asturias Julio Alvarez Mendo
- 2009  venceu 1 etapa Volta ao Alentejo

Equipas 
- 2009 Liberty Seguros
- 2008 Liberty Seguros
- 2007 Liberty Seguros
- 2006 L.A. Aluminios - Liberty Seguros
- 2005 L.A. Aluminios - Liberty Seguros
- 2004 Relax - Bodysol
- 2003 Relax - Fuenlabrada

Suspenso de 03/08/2009 a 02/08/2011